# Pseudoaricia donzelii
Pseudoaricia donzelii är en fjärilsart som beskrevs av Jean Baptiste Boisduval 1833. Pseudoaricia donzelii ingår i släktet Pseudoaricia och familjen juvelvingar. Inga underarter finns listade i Catalogue of Life.